# Metyldibromglutaronitril
Metyldibromglutaronitril eller MDBGN är ett konserveringsmedel som används i hushållsprodukter. Det är allergiframkallande och förbjöds 1 januari 2005 av EU i hudvårdsprodukter som stannar kvar på kroppen.